# Desmidorchis umbellata
Desmidorchis umbellata är en oleanderväxtart som först beskrevs av Robert Wight och Arn., och fick sitt nu gällande namn av Marselein Rusario Almeida. Desmidorchis umbellata ingår i släktet Desmidorchis och familjen oleanderväxter. Inga underarter finns listade i Catalogue of Life.